# Confine tra Costa d'Avorio e Mali
Il confine tra Costa d'Avorio e Mali ha una lunghezza di 599 km e va dal triplice confine con la Guinea a ovest fino al triplice confine con il Burkina Faso a est.

## Descrizione
Il confine inizia a ovest al triplice confine con la Guinea; procede da lì, indirettamente, verso est attraverso una serie di tratti terrestri e fluviali (i fiumi utilizzati includono il Baoule, il Gbolonzon, il Bessin, il Dougoulinfolo, il Degou, il Banifing, il Boronikono, il Babani, il Bagoé, il Kobani, lo Yaka Anka, il Lofoon, il Kafonrako e il Danboro), prima di raggiungere il triplice confine con il Burkina Faso sul fiume Léraba.

## Storia

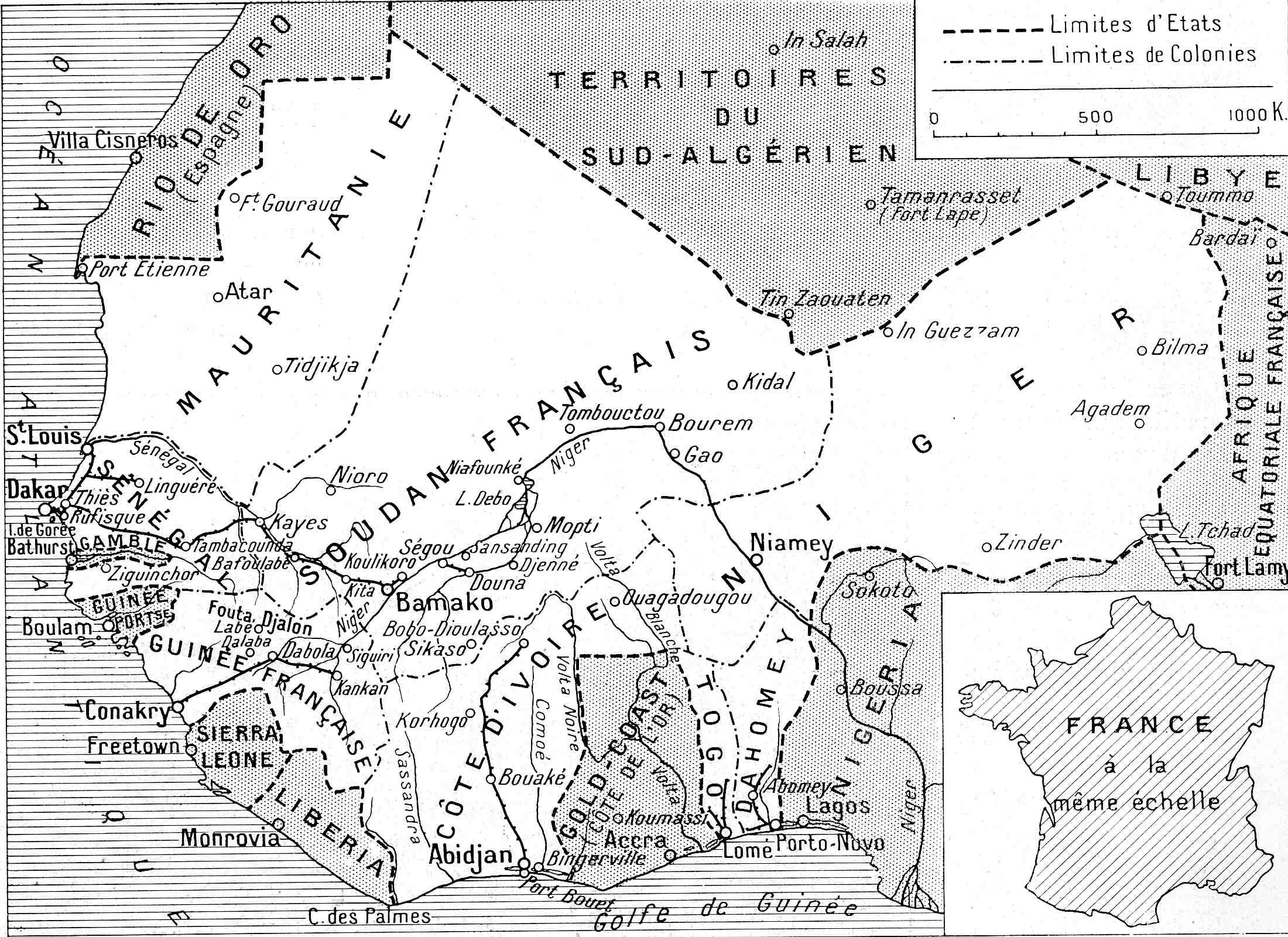
Mappa dell'Africa Occidentale Francese del 1936 che mostra il confine tra la Costa d'Avorio e il Mali durante la dissoluzione dell'Alto Volta (l'odierno Burkina Faso).

La Francia aveva iniziato a firmare trattati con i capi lungo la moderna costa ivoriana negli anni 1840, istituendo così un protettorato che in seguito divenne la colonia della Costa d'Avorio nel 1893. In seguito alla "spartizione dell'Africa" nel 1880, la Francia aveva acquisito il controllo della valle superiore del fiume Niger (più o meno equivalente alle aree attuali di Mali e Niger). La Francia occupò quest'area nel 1900 e il Mali (allora denominato Sudan francese) era originariamente incluso, insieme a Niger e Burkina Faso, all'interno della colonia dell'Alto Senegal e del Niger che (insieme alla Costa d'Avorio) divenne una regione costituente della colonia federale dell'Africa Occidentale Francese (Afrique Occidentale Française, abbreviata AOF). Un decreto del 17 ottobre 1899 trasferì le città di Odienné e Kong dal Sudan francese alla Costa d'Avorio. La data precisa in cui fu tracciato il confine è incerta, ma si pensa che sia stata delineato all'epoca dell'istituzione formale dell'Africa Occidentale Francese e delle sue unità costitutive negli anni 1890.
Le divisioni interne dell'AOF hanno subito diversi cambiamenti durante la sua esistenza. Mali, Niger e Burkina Faso erano inizialmente uniti con il nome di Alto Senegal e Niger, con il Niger che costituiva un territorio militare governato dalla città di Zinder. Il territorio militare del Niger fu diviso nel 1911, diventando una colonia separata nel 1922, e il Mali e l'Alto Volta (Burkina Faso) vennero costituite come colonie separate nel 1919. Durante il periodo 1932-47 l'Alto Volta fu smembrato e il suo territorio fu diviso tra il Sudan francese, il Niger e la Costa d'Avorio.
Con la crescita del movimento per la decolonizzazione nell'epoca successiva alla seconda guerra mondiale, la Francia concesse gradualmente più diritti politici e rappresentanza alle proprie colonie dell'Africa subsahariana, arrivando alla concessione di un'ampia autonomia interna all'Africa Occidentale Francese nel 1958 nel quadro della Comunità francese. Alla fine, nel 1960, sia il Mali che la Costa d'Avorio ottennero l'indipendenza e la loro reciproca frontiera divenne internazionale tra i due stati.
Dallo scoppio del conflitto nel nord del Mali nel 2012, la Costa d'Avorio ha iniziato a rafforzare la sicurezza al confine, al fine di prevenire eventuali ricadute.

## Insediamenti vicino al confine

### Costa d'Avorio
- Sokourabo
- Tingrela
- Kanakoro

### Mali
- Kadiana
- Tiongui
- Fourou
- Misséni
- Kadiolo